# 미쓰오카역
미쓰오카역(일본어: 三岡駅)은 일본 나가노현 고모로시에 위치한 동일본 여객철도 고우미 선의 철도역이다. 상대식 승강장 2면 2선의 구조를 갖춘 지상역이다.

## 타는 곳
| 1 | ■ 고우미 선 | (하행) | 고모로 방면                             |
| 2 | ■ 고우미 선 | (상행) | 사쿠다이라 · 나카고미 · 고부치자와 방면 |

## 이용 현황
- 2010년도 : 160명
- 2011년도 : 137명

## 역 주변
- 국도 제141호선
- 시나노 철도 시나노 철도선 히라하라역

## 인접 역
| 동일본 여객철도 ■ 고우미 선 | 동일본 여객철도 ■ 고우미 선 | 동일본 여객철도 ■ 고우미 선 |
| --------------------------- | --------------------------- | --------------------------- |
| 미사토 고부치자와 방면      | 고우미 선                   | 오토메 고모로 방면          |